# Mœuvres
Mœuvres é uma comuna francesa na região administrativa de Altos da França, no departamento do Norte. Estende-se por uma área de 7.38 km². Em 2010 a comuna tinha 477 habitantes (densidade: 64,6 hab./km²).